# Thailand i olympiska sommarspelen 1952
Thailand deltog med 8 deltagare vid de olympiska sommarspelen 1952 i Helsingfors. Ingen av landets deltagare erövrade någon medalj.